# Podareš
Podareš (makedonska: Подареш) är en ort i Nordmakedonien. Den ligger i kommunen Radoviš, i den östra delen av landet, 100 kilometer öster om huvudstaden Skopje. Podareš ligger 349 meter över havet och antalet invånare är 3 774.